# テラ:ザ・ガンスリンガー
テラ:ザ・ガンスリンガー（TERRA:THE GUNSLINGER）は、井上純弌が中心となって制作された日本製のウェスタンアクションTRPG。発売元はエンターブレイン、サプリメントはゲーム・フィールドから発売された。

## 概要
アメリカの西部開拓時代をモデルとした、銃と魔法と蒸気機関とロストテクノロジーの入り乱れるウェスタンアクションTRPG。未開拓の荒野が広がる「テラ」という大陸を舞台とし、プレイヤーキャラクターは様々な理由（仇討ち、西部の開拓、布教、スクープ探し、ロステクの発掘、借金取りからの逃亡等）により大陸横断鉄道の乗客となって、危険溢れる未開の地である大西部を目指す。
天羅万象と同一の世界が舞台であり、海をはさんで南半球にあたるのがテラで北半球にあたるのが天羅である。ただし天羅大陸とテラ大陸では、どちらも赤道を南としているため、テラでは西から昇った太陽が東へ沈む。

## システム

### キャラクターメイキング
クラス制に属する。
プレイヤーキャラクターは、アーキタイプといわれるものを選択（もしくは組み合わせて）作成される。このアーキタイプがキャラクタークラスに類するものとなっている。アーキタイプの種類については後述する。

### シナリオの進行
シーン制に属する。
シナリオはオープニング、リサーチ、クライマックス、エンディングの4つのフェイズに分けて進行させるルールになっており、シナリオの物語進行をシステムによってある程度導くことができるようになっている。

### 行為判定
行為判定はトランプを使用し、ダイスは使われない。
判定の際に手札を提出し、その数が高ければ高いほどいいという上方判定となる。
トランプは市販のものでゲームができるが、ルールブックにはイラストがついたトランプが付属している。

### チップ
このゲームではヒーローポイント的な役割をする「パワーチップ」というものが存在する。このパワーチップはプレイヤーキャラクターに似合ったロールプレイをすることで得ることができるものであり、ロールプレイ支援ルールの一種である。
仲間同士でパワーチップを供出しあい共有する「チームチップ」というものもある。
ルールブックではこれらのチップを管理するために、紙に印刷されたカウンターが用意されているが、ポーカー等のギャンブルに用いられる本物のチップを使用することが推奨されている。これは、ゲーム中に実際にカウンターを「レイズする」ことがあるためであり、プレイ中は手札を持つ事もあいまって、傍から見るとまるでポーカーをしているかのように見えなくもない。この点についてはルールブック上にも「周囲に誤解されないように気をつけること」といった趣旨の注意がなされている。

### カラミティ
プレイヤーキャラクターを強制的に騒動に巻き込むためのルール。カラミティがゲームマスターから与えられると、その瞬間はプレイヤーキャラクターに不利な状況が発生するが、得られたカラミティは以後の判定にボーナスとして使用することができる。

## 世界設定

### テラ大陸概略
テラ:ザ・ガンスリンガーの舞台は、はるかな遠未来のとある惑星にある大陸「テラ」である。この惑星は地球（と思われる惑星）からの移民船団によって作られた殖民惑星の一つなのだが、着陸時の事故によって多くの科学技術が失われ一度中世レベルまで文明が退行した後に、ゆっくりと科学技術を取り戻していった世界である。
現在のテラの科学技術の水準は地球の19世紀のレベルだが、エーテル物理学や錬金術などの、我々の住む地球ではまだ解明されていないような独自の技術も多数存在し、自律型アンドロイド「オートマータ」や錬金術制のパワードスーツなど、我々の住む地球からみて完全なオーバーテクノロジーを実現している分野もある。
文化や社会についてもアメリカの19世紀に類似したものになっており、トーマス・エジソン、ニコラ・テスラなど現実の地球の歴史上の人物と同名の偉人までいる。
一方、北方には海および突破困難な嵐によって隔てられた「天羅」大陸が存在している。そちらでは墜落によって失われた惑星間航行技術を急ピッチで取り戻すべく長期間に渡って戦国乱世が繰り広げられ、加えて失われたテクノロジーが「テラ」側より少なかったこともあり、異形ともいえる文明が発展、遠からぬ将来の激突が示唆されている。

### 大西部
テラ大陸は人類の大半が大陸の東部に住んでいる（東部だけでアメリカ大陸と同じくらいの大きさ）。西には巨大な山脈があり、誰もそこを越えることはできなかったため大陸西部は謎に包まれた場所であった。しかし近年になり、巨大な掘削機で山にトンネルが開通され、西部開拓時代がはじまった。
大陸の西部は永遠に続くかと思われるくらい広大な広野が続く世界である。開拓から数十年たった現在でも人類はいまだ大陸の西端を確認していない。
大西部は豊富な資源と土地が存在するフロンティアでもあるが、同時に人類の理解の範疇を超えた魔物や超古代兵器が徘徊する危険な場所でもある。それでも、東部で生活が行き詰まった貧困層の者たちが次々と西部にやってきている。

### テラのテクノロジー
テラは一種のスチームパンクの世界であり、蒸気機関が異常な発達を遂げている。また、魔術や呪術、錬金術などが実在しており（ただしこれは超古代のロストテクノロジーの産物という説もある）、それが蒸気機関と組み合わさって、我々の世界の蒸気機関では作るのは不可能な、様々な機械を作り出すことができる。
この世界で蒸気機関に使われる原料は石炭と水だけではない。「燃素（フロギストン）」を燃やすこと燃素機関は蒸気機関にして核融合並みの驚異的な力を発揮し、「霊素（エーテル）」を燃やす霊素機関は蒸気機関にしてペン程度の小型化を実現する。特に蒸気計算機である「テスラ管」と霊素式人工知能「エジソン管」はテラ特有の技術であり、この世界の人工知能の技術は自律思考するアンドロイド「オートマータ」の創造まで可能にしている。
さらには、この世界にはかつての地球移民が残したロストテクノロジーが眠っている。それらは西部の古代遺跡の中に眠っていることが多く、大西部に注目が集まる原因の一つになっている。

### 大陸横断鉄道
大西部開拓のために人類が叡智を結集してつくりだした鋼鉄の化け物が大陸横断鉄道である。一車両は高さ14ヤード幅11ヤード長さ30ヤードと桁外れに大きく、それが20両連結されている。あまりに巨大な車輪のため、通常の二本の線路を使って片輪が走る（つまり、複線を使って単線走行する）というダブル・トラックス形式。動力はフロギストン・ジェネレーター、機体制御に蒸気演算装置であるテスラ管を搭載し装甲にはオリハルコンと錬金術が駆使されている。テラの科学と魔術が結集した地上を這う龍である。
大陸横断鉄道は列車というより、移民船の延長である。数千人が一度に載ることができ、数ヶ月にわたる長期滞在を可能にしている。大陸横断鉄道の列車内は一個の街として機能しており、列車内だけの警察や列車内だけの法廷、列車内だけの郵便や列車内だけの病院、果ては葬儀屋まであり、飲食物の自給自足こそできないものの、これは動く都市そのものなのである。
「横断鉄道」とはいうものの人類はいまだ大陸の西端を確認しておらず、大陸横断鉄道の線路はまだ終着点までいっていない。大陸横断鉄道はいまだ線路の延長を続けている鉄道で、施設されている線路の最終駅まで列車がついた時点で車両が解体され、その部品を使ってさらに西へと線路を伸ばすような仕組みになっている。

## 代表的なアーキタイプ
テラ:ザ・ガンスリンガーでは、クラスの代わりにアーキタイプというものを選択（もしくは組み合わせて）プレイヤーキャラクターを作ることになる。
ガンスリンガー
銃器の使い手。主役級アーキタイプ。
ロケットレンジャー
蒸気科学と錬金術で作られたオリハルコン製のパワードスーツを着込んだ兵士。
オウガ
テラ世界の先住民族。被差別民。ヴィジュアル的にはインディアンのオマージュになっている。精霊と会話できるシャーマンたちであり、超能力が使える。
ダークハンター
テラ世界の夜にうごめく怪物たち…「ダーク」と呼ばれるモンスターたちを狩る怪物退治のプロフェッショナル。
サムライ
北方大陸「天羅」からの漂流者。「カタナ」から繰り出される恐るべき剣技は銃弾をも跳ね返す
プライベート・アイ
私立探偵。法も正義もまだほとんどない西部では彼らの活躍の機会も多い。
マーシャル
保安官。無法者の多い大西部こそ彼らの活躍の地だ。
プリーチャー
教会の司祭。神の教えを広めるため、伝道者として大西部へ向かう
キッド
ごくごく普通の少年少女。何もできないがゆえに無限の可能性を秘めた、大西部の物語の真の主役。
バウンティハンター
賞金稼ぎ。無法者やダークがうろつく大西部では彼らは社会にかかせない存在だ
サモナー
悪魔使い。いまだ科学文明の光を浴びていない大西部はオカルティストにとっても新天地である。
サルーンガール
サルーン（西部にある酒場兼サロン）に勤めるホステス。大西部のヒロインである。
ギャンブラー
カードとダイスに全てを賭けるギャンブラー。彼らにとって大西部は死と成功のギャンブルが常に味わえる天国だ
ロステクエンジニア
ロストレクノロジーの研究者
スチームメイジ
蒸気機関によりマナの流れを操る「エーテル物理学」。魔術の闇を科学の光で解明することを目的にした彼らは、魔術師であり科学者でもある。
オートマータ
テラの魔導科学によって生み出されたアンドロイド。人間に仕える存在である。
ライター
新聞記者。人々の好奇心に応えるべく大西部に取材に向かう
イモータル
中世時代、テラ世界の人類を恐怖の力で支配していた13人の「貴族」がいた。彼らは故郷惑星からやってきた第二次移民たちであって、文明を著しく後退させていたテラの第一次移民の子孫たちをロストテクノロジーの力で数百年に渡って支配した。不老不死まで獲得していた「貴族」たちであったが、最後には人類の反逆に遭い、この世界から去っていった…　彼らは未知なる大西部へと去っていったのである。
このアーキタイプを選ぶことでプレイヤーキャラクターは伝説の忌むべき13貴族のうちの一人になれる。

## その他
- テラの世界観が内藤泰弘のコミック『トライガン』や米国の西部劇テーブルトークRPG『Deadlands』と類似しているという指摘がされることがある[誰によって?]が、デザインに関わった井上純弌の中には、テラ:ザ・ガンスリンガーのアイデア自体は天羅万象と同じく学生時代からあったということである[要出典]。ただし後に出た作品の影響を受けていないわけではなく、「パクリ扱いされることを恐れずに、取り入れられるものは恥ずかしがらずに取り入れる」という井上の真髄[要出典]から言っても[不適切な合成?]オマージュは意識していると思われる[独自研究?]。
- 『ガン×ソード』との類似についても指摘されることがある[誰によって?]が、これについては時期的に言ってテラの方が先発である。これについてはデザイナーの井上自身がBLOGでネタにしている（参考）。
- 天羅万象のサプリメント吸血姫と同時期ないしは近い時期に製作が行われており、1997年3月14〜16日に開催されたコンベンションイベントGames97においてもB4版の試作ルールが販売され、テストプレイが行われている。吸血姫テストプレイに参加した者の中には半ば冗談で「ガンスリンガーの魂を用いた、拳銃を主武器とする金剛機を作りたい」などと天羅とのコラボレーションを企てる者もおり、笑いを誘っていた。[要出典]
- 2001年11月24日に、アトリエサード主催で開催されたTRPGコンベンション「サプリコン」にて、ルーンクエストのデザイナーであるグレッグ・スタフォードがゲストで招待されたのだが、そのときにテラ:ザ・ガンスリンガーの表紙を見て興味を引かれたことが自身のサイトで述べられている（参考：greg's trip）。パラディンとならんでシスターがマシンガンを持っている表紙（サプリメント「ガンフロンティア」の表紙である）の雰囲気だけで「ああ、OK。日本語は読めないけれどどういうゲームか一発でわかった」と言っており、サイバーパンクで西部劇でオカルトだと瞬時に正鵠を射た理解が出来ている[要出典]あたりは[不適切な合成?]、ヴィジュアル的な側面からゲームのトータルデザインを志している井上の面目躍如といったところだろう[独自研究?]。

## 関連書籍
基本ルールブック
テラ:ザ・ガンスリンガー
基本ルールブック。エンターブレインより2001年に発売。帯につけられたキャッチコピーは「鬼才・井上純弌が贈る今世紀最初のTRPG」である。これは井上が1999年に発表したBEAST BIND 魔獣の絆 R.P.Gが「日本最後のオリジナルTRPG」を銘打ったことへのシニカルなパロディである。
付属物としてトランプ一式がついており、絵札は井上がイラストを描いている。
サプリメント
ガンフロンティア
サプリメント。ゲーム・フィールドより2002年に発売。リプレイ2本と追加ルール、追加データ、シナリオで構成されている。